# Boloria sugitanii
Boloria sugitanii är en fjärilsart som beskrevs av Seok 1938. Boloria sugitanii ingår i släktet Boloria och familjen praktfjärilar. Inga underarter finns listade i Catalogue of Life.